# CROSSANGE 天使與龍的輪舞
《CROSSANGE 天使與龍的輪舞》是由日昇動畫與國王唱片合作推出的原創電視動畫作品，是一部以主人公安琪為軸，描寫少女們與龍戰鬥，在魔法世界中的高科技機械人碰撞動畫。動畫於2014年10月至2015年3月播出。另在Comic Walker線上漫畫網站也同步發表由竹下堅次朗作畫的漫畫。

## 故事簡介
人類運用高度進化的情報技術「瑪娜」之力，克服了戰爭、饑餓等問題，實現了真正和平的世界。但原為皇女的「安琪」卻在加冕當天被發現無法使用瑪娜之力而遭到放逐，一切都被奪走的她，被分配至戰士職務，並被隔離到離島之上，她將與其他少女們一起操縱名為「帕拉美露」的機械人來對抗侵攻的巨大生物「龍」。就此，一位不屈少女的故事隨即開始。

## 登場角色

### 動畫主角
安琪／安琪莉婕·斑鳩·密斯露基（Ange／Angelise.Ikaruga.misurugi，聲：水樹奈奈（日）；穆宣名（台）；Emily Neves（美））
本作女主角，16歲，塔斯克的戀人。密斯露基皇國的原第一皇女，在位時期深受國民愛戴。在皇女時期將根絕「諾瑪」視為最佳的理想並相信著。然而在成年洗禮之儀時被其兄暴露自己為「諾瑪」，瞬間被周圍的人所厭惡，並囚往亞捷那爾，從此就展開其戰士生涯。
塔斯克（Tusk，聲：宮野真守（日）；鍾少庭（台）；Austin Tindle（美））
本作男主角，擅長維修機器，態度忱懇熱心的青年，獨居在小島森林深處，偶然發現落難昏迷的安琪並救回她。曾經拯救安琪多次，對安琪頗有好感，後與安琪成為戀人。

### 遊戲主角
直美（Naomi，聲：原紗友里）
PS Vita遊戲「天使與龍的輪舞tr.」的主人公之一。
亞捷那爾小學部畢業後，被分配到第一中隊的新兵。與米蘭達和可可是舊識。
個性天真，一直夢想著初戀情人的女孩。想與第一中隊的所有人當好友。當有人做錯事會糾正他人。
因原來的機體損毀報廢，而陷入欠債的危機。
於動畫第2話中，薩莉亞給安琪的騎士服正是直美的（因騎士服有名字），於薩莉亞的口中得知直美已經戰死。
但是於設定為平行世界的遊戲中，直美則只是受傷而沒有戰死。

### 主要角色
薩莉亞/薩莉亞·泰勒斯可娃（Salia/Salia Tereshkova，聲：喜多村英梨（日）；陳貞伃（台））
藍色長髮雙馬尾，亞捷那爾的第一中隊的副長，原隊長佐拉戰死後被升為隊長。17歲。非常在意自己胸部小的缺點。閱讀時有戴上眼鏡的習慣。
希爾妲／希爾妲加德·蘇利福格特（Hilda／Hildagard.Schlievogt，聲：田村由香里（日）；林筱玲（台））
酒紅色長髮雙馬尾，亞那捷爾第一中隊的突襲兵，原隊長佐拉戰死後兼任副隊長。17歲。
桃香·荻野目（Momoka，聲：上坂堇（日）；林筱玲（台））
安琪的第一侍女，很早就知道安琪為諾瑪之事，但仍未改其忠誠。
莎拉曼蒂妮/莎拉（Salamandinay，聲：堀江由衣（日）；陳貞伃（台））
乘坐焰龙号的日式黑色髮型龍族少女，與安琪的關係先敵後友稱呼做莎拉子。

### 亞捷那爾

#### 帕拉美露第一中隊
薇薇安／咪（Vivian，聲：桑島法子（日）；薛晴（台））
亞捷那爾帕拉美露第一中隊的突襲兵，紅色短髮，在安琪加入前，其驚異的戰鬥技巧為隊上之最，是位開朗少女，15歲。
羅莎莉（Rosalie，聲：石原夏織（日）；汪世瑋（台））
亞捷那爾帕拉美露第一中隊的輕砲兵，橘色短髮，對能夠單獨打敗敵人的安琪有妒忌之心。17歲。
艾爾莎（Ersha，聲：小清水亞美（日）；汪世瑋（台））
亞捷那爾帕拉美露第一中隊的重砲兵，粉紅長髮，比起戰鬥其料理更為拿手，也因此受到許多孩子的仰慕。對第一中隊來說是猶如母親的人，平時和藹可親，但生氣時比任何人還要恐怖。最重視在亞捷那爾生活的孩子，甚至不惜投靠敵方以換取孩子的安穩生活，即使受到恩布里歐操縱仍然不忘初衷。
克莉絲（Chris，聲：小倉唯（日）；陳貞伃（台））
亞捷那爾帕拉美露第一中隊的重砲兵，是個看起來陰暗且帶了點負面氣息的少女。

#### 其他
佐拉.埃克斯伯格（Zola Axberg，聲：根谷美智子（日）；汪世瑋（台））
亞捷那爾的第一中隊已故隊長，個頭高大，擁有豐富的戰場經驗，因過去的負傷而使右眼是義眼。女同性戀，金色長髮，經常對希爾妲等年輕士兵出手騷擾。
可可·李維（Coco Reeve，聲：辻步美（日）；林筱玲（台））
第一中隊的新兵，羨慕安琪過往的身份和出色的體能。12歲，藍色長髮，喜歡繪本及布丁。
米蘭達·坎貝爾（Miramda Campbell，聲：茅原實里（日）；薛晴（台））
第一中隊的新兵。灰色短髮，可可的朋友。
吉兒／亞麗克托拉·瑪麗亞·馮·雷本赫爾茲（Jill / Alektra Maria von Loewenherz，聲：本田貴子；台：汪世瑋）
黑色長髮，亞捷那爾的總司令官。
艾瑪·布朗森（Emma Bronson，聲：尤加奈（日）；林筱玲（台））
綠髮頭戴白扁帽，被派遣到亞捷那爾的監察官。
美琪（Maggy，聲：豐口惠（日）；林筱玲（台））
酒紅色頭髮，亞捷那爾的軍醫。雖然說話刻薄但技術高超，拯救了很多諾瑪的性命。
梅依（Mei，聲：淵上舞（日）；林筱玲（台））
帕拉美露第一中隊的整備班長，藍色雙短馬尾。14歲。
雖然年幼，但是擁有極高知識和技巧的機械師。
茉莉（Jasmine，聲：玉川砂記子（日）；陳貞伃（台））
草綠色頭髮的中年女性，經營著阿爾澤納爾的巨大市場「雅思敏商場」，曾經是亞捷那爾的司令。
潘梅菈（Pamela，聲：初谷順子）
亞捷那爾的駕駛員。
光琉（Hikaru，聲：森奈奈子）
亞捷那爾的雷達員。
奧利維（Olivier，聲：東山奈央）
亞捷那爾的通訊員。
埃莉諾（Eleanor，聲：叶山郁美）
第二中隊的隊長。
貝蒂（Betty，聲：未登場）
第三中隊的隊長。
達妮亞（Tanya Zabirova，聲：上田麗奈）
帕拉美露第三中隊的成員。粉紫色短捲髮。擅長戰鬥與料理，與艾爾莎比料理完全不相上下，有裸體穿圍裙下廚的性癖。
伊爾瑪（Irma Kankkunen，聲：森奈奈子）
帕拉美露第三中隊的成員。金色中長髮。很喜歡畫畫。
諾娜（Nonna，聲：青木瑠璃子（日）；林筱玲（台））
在亞捷那爾被攻打後，因戰力不足而被提拔的新兵。
玛丽卡（Marika Bellucci，聲：大森日雅（日）；林筱玲（台））
在亞捷那爾被攻打後，因戰力不足而被提拔的新兵。
瑪莉（Mary，聲：鬼頭明里（日）；陳貞伃（台））
在亞捷那爾被攻打後，因戰力不足而被提拔的新兵。
安（Ann Elgar）
與薩莉亞等人在亞捷那爾小學部認識的人。與薩莉亞是好友，一直向她挑戰任何項目。未認識安琪。
凡妮莎（Vanessa）
塔斯克的母親，其身分是參與自由女神計畫的鎧騎士，與同盟上古之民維爾基斯騎士韋斯特邦結婚後，生下半原始人類半「諾瑪」的混血兒—塔斯克。

### 密斯露基皇國
壽來·飛鳥·密斯露基（Jurai.Ikaruga.Misurugi，聲：山寺宏一（日）；馬伯強（台））
密斯露基皇國的皇帝。安琪莉婕之父。
索菲亞·斑鳩·密斯露基（Sophia.Ikaruga.Misurugi，聲：林原惠（日）；汪世瑋（台））
密斯露基皇國的皇后。安琪莉婕之母。
朱利奧·飛鳥·密斯露基（Julio.Ikaruga.Misurugi，聲：鳥海浩輔（日）；鍾少庭（台））
密斯露基皇國的皇太子。安琪莉婕的兄長。對諾瑪感到厭惡。
席薇亞·斑鳩·密斯露基（Sylvia.Ikaruga.Misurugi，聲：東山奈央（日）；陳貞伃（台））
密斯露基皇國的第二皇女，安琪莉婕的妹妹。在兄長死後登基為女皇席薇亞一世。與可可同12歲。年幼時因與安琪莉婕騎馬摔落而下半身癱瘓。在得知其姊安琪莉婕是「諾瑪」後暈倒。

### 羅森布魯姆王國
密斯提·羅森布魯姆（Misty，聲：伊瀨茉莉也）
羅森布魯姆王國的皇女。和安琪莉婕在學生時代就認識。不諳世事的大小姐。
羅森布魯姆王國國王（聲：浦山迅）
羅森布魯姆王國的國王。密斯提的父親。

### 希爾達的家人
希爾妲的媽媽（聲：柳澤真由美）
希爾妲的母親。11年前非常疼愛自己的女兒。
希爾妲的妹妹（聲：前田玲奈）
希爾妲的媽媽的孩子，為同名希爾妲的妹妹。有瑪那之力。

### 原始地球
娜嘉（聲：森奈奈子（日）；陳貞伃（台））
萨拉亲信的女剑士。搭乘龙神器·苍龙号。
要（聲：叶山郁美（日）；林筱玲（台））
萨拉亲信的薙刀手。搭乘龙神器·碧龙号。和娜嘉都是从幼时就开始侍奉萨拉，两人是好朋友。深谋远虑，有着能看清大局的视野，担当萨拉的参谋。
盖考医生（聲：渡边明乃（日）；汪世瑋（台））
龙神殿的天才御医，也是遗传工学的权威。
拉米亚（聲：中原麻衣（日）；林筱玲（台））
薇薇安分别十年的母亲。
大巫女（聲：阿澄佳奈（日）；薛晴（台））
在原始地球裡是最高統治者。
麗潔·蘭多格（Riza Rundog，聲：尤加奈（日）；汪世瑋（台））
朱利奧的心腹隨從，密斯露基王國近衛大臣。
奧拉（Aura，聲：三石琴乃（日）；汪世瑋（台））
原始地球裡第一個由人類變成的龍，擁有瑪娜之力的領導者，孕育龍族之光的領導者。

### 瑪那世界的創世者
恩布利歐（Embryo，聲：關俊彥（日）；馬伯強（台））
被謎團所包圍的神秘男子。已经活過一千岁以上。處在比為政者們還要高一個級別的位置傲視著世界，自封為「調整者」，擁有早已失傳已久的太古兵器及技術，還有各種無法想像的超能力。曾是吉爾的戀人也是視作仇敵的男人。既好色又很花心有嚴重的處女情節。

### 其他
加利亞帝國皇帝（聲：金子由之）
加利亞帝國的元首。吉兒的親生父親，曾經把身為諾瑪的女兒吉兒送到亞捷那爾。
伊德蘭聯邦總統（聲：四宮豪（日）；馬伯強（台））
伊德蘭聯邦的元首。
瑪米尼亞共和國書記長（聲：塾一久）
瑪米尼亞共和國的元首。
維爾達王朝女王（聲：百百麻子（日）；汪世瑋（台））
維爾達王朝的元首。

## 登場機械

### 拉格納美露（Ragna-mail）
Villkiss維爾基斯
安琪的專用機。機體顏色以白色為主，背部推進翼為藍色，機體的關節部位則是金色。高性能但輸出系統及制禦系統均較難控制的舊式機體。機體額頭位置有一展開雙翼的女神像作裝飾。專用武裝為能切開大型龍的皮膚及鱗的近戰武器－－零式超硬度斬鱗刀「ラツィーエル」。第16话确定其有着疑似自我再生的特殊能力，是七台拉格納美露之一。
維爾基斯過去被收藏於某地的秘密機庫，原名為「Bilkis原始樣式」。後來在「上古之民」為了和恩布利歐與他的黑色拉格納美露劃清界線而涉險取出其機甲並改名為維爾基斯，後來維爾基斯在染成白色的同時交予阿爾澤納爾成為吉爾的專用機。但是在吉爾於「自由女神行動」時失去右手及皇家指環後便被長期放置於阿爾澤納爾的機庫內。直到第3話因安琪的血滴落由她母親所贈與的密斯露基皇國的皇家指環而覺醒現出本來的姿態。於第11話安琪在機艙內唱出引發出維爾基斯的覺醒力量的歌曲「永遠語り〜El Ragna〜」令戒指發出光芒打開機體最後的封印，使機體轉變為金黃色並於兩肩部展開能發射高輸出力的次元共鳴兵器「收斂時空砲（Discord phaser）」。
第13話確認機體能透過轉變機身顏色來使用不同的武裝或發動能力。在「米迦勒模式」下，機體會轉化為紅色，並能使用超長的光束軍刀和展開光之屏障；在「艾瑞爾模式」下，機體會轉化為藍色，並能發動類似瞬間移動的「次元跳躍」能力；而在「烏列爾模式」下，機體會轉化為金色，此為使用「收斂時空砲（Discord phaser）」所必備的模式。最終話被塔斯克為了拯救被恩布利歐帶到時空的夾縫的安琪而落下的眼淚給喚醒現出黑底紅條紋的原始面貌，之後安琪回歸則變回之前的白藍配色（但紅條紋並未消失）。是最後倖存的拉格納美露之一。

機體原名Bilkis來源--示巴女王於伊斯蘭教中名字بلقيس(Bilqīs)。
Hysterica希斯特里卡

恩布利歐的座机。七台拉格納美露之一，是在戰爭後期時所製造的「絕對兵器」。機體顏色为黑底紫條紋。同樣可以使用次元共鳴兵器「收斂時空砲」，事实上是恩布利歐的真身所在。最終話被安琪所駕駛維爾基斯之收斂時空砲轟剩上半身後以大型光束軍刀徹底摧毀。
機體名稱Hysterica源自古希臘語" (ὑστέρα)"(hystera 子宮)，與恩布利歐Embryo(胚胎)相應。
Cleopatra埃及艷后

薩莉亞在效忠安布利歐後所獲得的機體。機體顏色為黑底藍條紋。指揮官機，強化機體的通信機能和雷達系統，七台拉格納美露之一，維爾基斯的姊妹機之一。
與維爾基斯擁有同樣的規格。與被稱為絕對兵器的拉格納美露幾乎沒有任何的機體差距，操縱用的介面能為適合駕駛者而作調整。薩莉亞決心忠於自己而活後覺醒變成水藍色得到和維爾基斯一樣的瞬間傳送能力，發揮出強大的力量。是最後倖存的拉格納美露之一。
機體名稱來源:埃及艷后克莉奧佩特拉七世。
Raisia籟吉亞

艾爾莎在效忠於恩布利歐時所獲得的機體。機體顏色主要為黑底橘條紋，七台拉格納美露之一。為配合駕駛者的特性而調整為長距離戰用的機體，但近戰能力亦凌駕於一般的帕拉美露。第21話隨艾爾莎一同投靠奧羅拉號。第23話由吉爾戴上原屬於艾爾莎的戒指後駕駛，展示出她超凡的實力與薩莉亞交戰，但第25話並未隨吉爾一同歸艦。最終話在由恩布利歐遙控的狀態下被莎拉所駕駛的焰龍號徹底摧毀。
機體名稱來源:德里蘇丹國唯一的女王拉齊婭。
Theodora特奧多拉

克莉絲在效忠於恩布利歐時所獲得的機體，歸隊後轉交予希爾達。機體顏色主要為黑底綠條紋。為配合駕駛者的特性而強化機體在長距離的炮擊機能，七台拉格納美露之一。在第25話時在希爾達強烈的感情下覺醒全身化成紅色，能操縱大型的光束刀作戰。是最後倖存的拉格納美露之一。
機體名稱來源:東羅馬帝國的狄奥多拉皇后及狄奥多拉女皇。
Victoria 維多利亞

達妮亞在效忠於恩布利歐時所獲得的機體。機體顏色主要為黑底粉紅條紋，七台拉格納美露之一。為配合駕駛者的特性而強化，機體擅長長距離戰鬥的炮擊性能。最終話在由恩布利歐遙控的狀態下被薩莉亞所駕駛的埃及艷后徹底摧毀。
機體名稱來源: 大英帝國的維多利亞女皇。
愛聶爾 Eirene

伊爾瑪在效忠於恩布利歐時所獲得的機體。機體顏色主要為黑底黃條紋，七台拉格納美露之一。為配合駕駛者的特性而強化，機體擅長近距離戰鬥的格鬥性能。最終話在被恩布利歐遙控的狀態下被希爾達所駕駛的特奧多拉徹底摧毀。
機體名稱來源: 東羅馬帝國的伊琳娜女皇

### 龍神器
焰龍號

薩拉的專用機。機體顏色以紅色為主，機體的關節部位則是金色。头部有一个龙形的雕塑。
此機是薩拉為了自身而製造的龍神器壹號機。機體投入舊世界的投術且搭載收斂時空砲，是龍種一方的最強兵器。機體推力在拉格納美露之上，使其成為能應對例如近接戰和炮擊戰等不同戰局的萬能機體。攜帶武器為安裝刺刀的光束步槍，右腕裝備了近戰用伸縮刀，而左腕則裝備了光束炮。與Villkiss一樣，能透過駕駛者詠唱「歌」使機體轉變為金黃色，並於兩肩部展開能發射高輸出力的光學兵器「次元共鳴兵器」。第16話可確定其駕駛艙是坐臥式，而且为封闭式座舱。操作介面大致上都是使用漢字，啟動收斂時空砲（即次元共鳴兵器）所顯示文字亦同。
蒼龍號

娜嘉的專用機，是為了支援焰龍號而製造的試作量產型龍神器。機體顏色為藍色。忽略「收斂時空砲」的話，機體的規格與焰龍號是一樣的。為配合娜嘉的戰鬥方式，機體被調整為重視機動力。
碧龍號

要的專用機，同樣是為了支援焰龍號而製造的試作量產型龍神器。機體顏色為綠色。為配合要的戰鬥方式，機體被調整為重視機體的動力。

### 帕拉美露（Para-mail）
源自拉格納美露的人型機械，與拉格納美露一樣具備變形機構，是亞捷納爾用來對抗龍的兵器。被視為諾瑪的棺材，因為“早晚都要在裡面奮戰到亡”，所以高度容許駕駛員的個性化改裝。
Razor

薇薇安的專用機。機體顏色為粉紅色。為了提升機動力而大幅度輕裝甲化的試作機。機體腰部左右均裝備了超硬鉻製小型刀，在攻擊防禦時能作為迴旋鏢投擲。
Glaive

新人所搭乘的量產機。通稱「ノーメイク」。可依搭乘者的需求可換不同裝備來應付戰況。是分配至第一中隊的安琪、可可及米蘭達初時使用的機體。
Glaive在法文有劍的意思。
Glaive Hilda Custom
希爾達專用機。機體顏色為紅色。強化裝甲和出力，同時擁有高機動性的機體。專用武裝為擁有能轉變為劍或槍功能的可變斬突槍「帕特羅克洛斯」。
Glaive Rosalie Custom
羅莎莉專用機。機體顏色為黃色。機體背部裝備大型連裝砲，主要於戰鬥時擔任中距離的火力支援。
第24話時羅莎莉為了制止因為恩布利歐時的背叛而情緒激動的克莉絲而跳出駕駛座，使得本機在中彈受損的情況下墜毀。
Howitzer

對應砲擊戰的帕拉美露。裝備於兩肩部的左輪式大口徑炮是其特徵。
Howitzer一般被譯為「重砲」。
Howitzer Ersha Custom
艾爾莎專用機。機體顏色為橙色。
重裝砲擊型Howitzer，除了基本裝備外還裝備了長距離步槍，能作高火力支援。主要負責於中隊後方進行彈幕展開等火力支援工作。於24話中為保護僚機及母艦，捨身引開敵方大量的自殺兵器，在即將遭到摧毀時被前來助陣的龍群給救下。
Howitzer Chris Custom
克莉絲專用機，機體顏色為黃綠色。在第13集緊急出擊時克莉絲遭人從旁狙擊而導致射出失敗墜機，隨後因引擎誘爆而遭到摧毀。
Arquebus

指揮官專用的帕拉美露。
Arquebus在英文的意思是火繩槍。
Arquebus Salia Custom
薩莉亞專用機，機體顏色為水色。因應駕駛者的特性而將機體強化並調整成長距離狙擊用。專用武裝為突擊刀「屠龍者」。於第13話為帶回安琪而追擊維爾基斯，但卻遭到維爾基斯斬斷雙臂而墜海，此後該機動向並未交代。
Arquebus Zola Custom
佐拉專用機，機體顏色為紫色。加強輸出，並強化指揮官機必要的通信及索敵能力。於第三集被龍擊中而墜毀、駕駛陣亡。
Arquebus Hilda Custom
希爾達專用機。機體顏色為紅色。
第24話為了拯救墜落中的羅莎莉及克莉絲而以背部著地的方式緊急迫降，推進器嚴重受損。
Arquebus Vanessa Custom
凡妮莎專用機，機體顏色為紫紅色。於第23-24話塔斯克駕駛該機與安布利歐交戰。

## 用語

### 世界觀
瑪娜
人類在進化後所得的能量，能看到的萬能物質，是類似魔法的技術。故事中人類在擁有瑪娜之後並用其開發技術而消除戰爭與貧富差距的嚴重問題。於本作世界中為根幹設定，擁有瑪娜之光的人才是「正常的人類」。
人類使用瑪娜之光能利用念動力使物件浮起移動，能發生光和熱的能量，及在拘捕目標(指的是諾瑪)時展開防護用的結界。連接集成系統能令瑪娜之光的使用者能分享情報，使人類更容易地相互瞭解。
實際上瑪娜之光是恩布里欧發現被戰爭所摧毀而變得支離破碎的地球所製造出來的能量，其目的是使所有的戰爭從此消失於世界上。由於原始地球發生的第七次世界大戰、七台拉格納美露所發射的收斂時空炮導致鑨元素反應爐爆炸並導致全球汙染。厭惡如此無盡戰爭的安布利歐打算創造嫌惡戰爭的人類，便利用部分殘存的人類和體內擁有作為能量來源－－鑨結晶的原初之龍·奥拉的能量藉此創造出新世界。然而，恩布里欧的目的不只是為了滿足他的私慾，也是為了成為经由自己親手创造出來的新世界之绝对主宰者。而旧世界的居民以及沒有玛娜之光的人(也就是諾瑪和上古之民和龍)则淪落为反瑪娜世界的排除對象。第21話中恩布里欧刻意使用密斯露基皇國居民擁有玛娜之光的能量，藉此夾帶他的訊息操作他們，第22话與23話，恩布里欧在發現他建立的瑪娜社會的世界因為厭惡諾瑪的存在感到很失望，認定他製作的世界淪為失敗作根本無法容下諾瑪的存在，因此並將拉格納美露作為時空融合的控制裝置，刻意將新世界的瑪娜之光的所有能量全數歸還給奧拉，將其能量作為拉格納美露機體的能量藉此藉此毀滅瑪娜世界與原始地球重新製造出他理想的新世界，导致瑪娜世界的所有擁有瑪娜之光的人都轉變成諾瑪的處境。24話中，恩布里欧提到奧拉的瑪娜能量是時空融合的起爆劑會靠著無限宇宙的相位能量自行完成融合。
“玛娜”的发音与波利尼西亚语言中用于称呼附于物体或生物体的超自然力的玛那（mana）極為相似，或源于此。
諾瑪
指不能使用瑪娜之力，能干涉瑪娜並其使崩壞之人。因不明原因只會發生於女性的身上。
普遍大眾相信諾瑪會招來危險，因此一旦出現便會被社會恐懼及厭惡，且會被當作犯罪者一樣捕捉。諾瑪在被捕後會根據諾瑪管理法而被給予一組認證編號被送進阿爾澤納爾接受教育並駕駛對龍兵器「帕拉美露」。但實際上諾瑪是「會拒絕世界、反社會的怪物」的說法是由安布利歐所散發的謠言，從而使世界陷入恐慌。
諾瑪的真正身份是擁有古老基因的基因突變人類，是為了要反對安布利歐所建立的世界才會出現否創造者的基因因子，會發生於女性身上的理由是因為她們可以跟自己所愛的人繁衍後代來否定安布利歐所建立的世界。
龍
與人類與諾瑪為敵的生物。全稱為「Dimensional Rift Attuned Gargantuan Organic Neototypes（穿越次元並侵略世界的異界巨大生物）」，簡稱「龍（DRAGON）」。出現時空間門（特異點）會打開。多數個體為飛龍，亦有少數是地龍。肉食性生物，會捕食人類。被凍結後會被人類給回收。
由於每隻個體的體格及攻擊力的差別較大，故給予不同級別作分類，級別的名稱則來自帆船的種類。現時出現的有加利恩級、布里格級、斯庫納級及弗里蓋特級。加利恩級的大型種會以固有魔法陣展開防禦壁及發動特殊攻擊。假若出現阿爾澤納爾的人並未遭遇的新個體，該新個體會被稱為「首例」，無論是成功討伐或回收戰鬥記錄都會使報酬上升。
龍的叫声可以让玛娜精神混乱，但对诺玛无效。这就是为什么要让诺玛去和龙战斗。第15话确认龙是由原始地球上的人為適應受到汙染的環境转化而来的，透過吃下鑨元素從而在體內形成穩定且無害的結晶體，以緩慢但確實的方式逐漸的清除鑨對環境的污染，寄望有天能還給後代一個乾淨的世界。大型龍是由男性變成（可能無法變回人形），女性則可以在小型龍和人形之間變化，而原初之龍·奥拉是首位將自身轉化成龍的女性，也是最初的大型種。凍結後被人類回收的龍，實際上會被取出體內的鑨結晶用以補充支撐瑪娜世界的能量來源－－原初之龍·奥拉其身上的能量。
上古之民
被恩布利欧所造的新世界流放且不能使用瑪娜的一部分人類，即舊人類。塔斯克為其末裔。與女性「諾瑪」的差異點在於不會干涉並使瑪娜之光面臨崩壞的處境。
原始地球
安琪與塔斯克和薇薇安被維爾基斯傳送至的地方，同時是莎拉等龍種族群所居住的世界。可以確定是以日本本州富士山附近為原型，且有可能是富士市。因戰爭而變成廢墟。
在大約538年前，「統合經濟聯合」與「反大陸同盟機構」相互發動大規模國家戰爭，被稱為「第七次世界大戰」或「諸神黃昏」。在戰爭中，地球的總人口減少至11%，為打破膠著狀態，聯合軍投入絕對兵器「拉格納美露」摧毀另一方所擁有的城市及軍隊。之後，由於拉格納美露上搭載的「次元共鳴兵器」，而令地球上所有的鑨元素反應爐發生共鳴並爆炸，最後使地球環境被嚴重污染的同時導致地上全部文明皆遭到摧毀。
鑨（Dracunium）元素
原始地球於22世紀末發現，具有強烈放射性的高能對稱粒子；作為戰爭使用的結果導致文明崩毀，為本作中的虛構元素。

### 國家、設施
御摺木皇國
代代由御摺木皇家統治的巨大國家。現任皇帝為壽來·飛鳥·御摺木。公用語為英語。皇族的一部份人的名字會混有漢字。安琪出身的國家。作為引發出維爾基斯的覺醒力量的歌曲「永遠語り〜光ノ歌〜」、「永遠語り〜El Ragna〜」以及皇族戒指和都被該皇家給代代相傳。
於第3話時因阿爾澤納爾無法聯繫皇國，而被身為總司令的吉爾推測出「朱利奧強行即位加上民眾被皇族欺騙一事而感到憤怒，徐即有民眾發起暴動並迅速擴大，最後因革命而使皇國滅亡。」。第9話證實皇國還存在。
阿爾澤納爾（Arzenal）
羅森布魯姆王家管轄的對龍用軍事基地，名字帶有「兵工廠」的意思。優先收容「諾瑪」。因男性不會出現「諾瑪」，因此基地人員全部由女性所組成。裡面有著「只要出的了錢什麼都能買的到」的不成文規定。年幼的「諾瑪」會於基地內接受教育並生活。除了作為軍事基地外，也是收容諾瑪的隔離集中營，因為這樣的性質使得內部發展成一擁有不同於外界文化及社會結構的獨立生活圈。根據駕駛員的擊落數扣除彈藥燃料裝甲消耗費並每週發放獎金，能於基地內的購買部（形式為倉儲式量販店，號稱“從胸罩到列車砲都有”）買到生活必需品、食品及奢侈品等，以及帕拉美露的自定義配件。
羅森布魯姆國
同樣在學術，體育和藝術方面非常發達，與御摺木皇國擁有著深厚的友誼。兩國經常進行體育比賽交流。國家的元首是羅森布魯姆王國國王(密斯提·羅森布魯姆的父親)。該國家掌管著管理諾瑪的軍事基地阿爾澤納爾，引起伊德蘭聯邦和瑪米尼亞共和國的不滿。
世界會議之一的會員國。對加利亞帝國歧視諾瑪的傲慢態度感到很不滿。是少數最少歧視諾瑪的國家。
加利亞帝國
世界會議之一的會員國。吉爾的祖國。國家的元首為加利亞帝國皇帝(吉爾的父親)。
伊德蘭聯邦
世界會議之一的會員國。希爾達的祖國。國家的元首是伊德蘭聯邦總統。和瑪米尼亞共和國同樣對諾瑪抱持強烈的歧視意識，批評御摺木皇國允許諾瑪的存在，勸說羅森布魯姆王國放棄阿爾澤納爾。
瑪米尼亞共和國
世界會議之一的會員國。國家的元首是瑪米尼亞共和國書記長，與伊德蘭聯邦和羅森布魯姆王國的關係並不好並且與他們有競爭關係。
維爾達王朝
世界會議之一的會員國。國家的元首是維爾達王朝女王，和羅森布魯姆國一樣與御摺木皇國有著某種程度的友好關係。王室和政府中均由女性來擔任。
統合經濟聯合
五百多年前存在於「平行世界」原始地球的勢力之一。由於跟反大陸同盟機構引發被稱為「第七次世界大戰」和「諸神黃昏」的大規模國家間戰爭，使當時地球總人口減少至 11%。當時的聯合軍為了打破僵局而開發出人型機動兵器「拉格納美露」，但是因為拉格納美露上搭載的「次元共鳴兵器」令地球上所有的鑨元素反應爐發生共鳴並爆炸，最後使地球環境被嚴重污染的同時導致地上全部文明皆遭到摧毀陷入滅亡。
反大陸同盟機構
在「平行世界」的地球中存在五百多年的勢力之一。由於跟反大陸同盟機構引發被稱為「第七次世界大戰」和「諸神黃昏」的大規模國家間戰爭，使當時地球總人口減少至 11%。促使當時的聯合軍開發出人型機動兵器「拉格納美露」的契機 ，最後跟統合經濟聯合一樣都因拉格納美露上搭載的「次元共鳴兵器」令地球上所有的鑨元素反應爐發生共鳴並爆炸，最後使地球環境被嚴重污染的同時導致地上全部文明皆遭到摧毀陷入滅亡。

### 技術、兵器
帕拉美露（Para-mail，另譯幻機鎧）
本作中登場的可變人型機動兵器的總稱，能切換至戰鬥機型態「飛行模式（Flight Mode）」及人型型態「驅逐模式（Assault Mode）」。駕駛者被稱為「鎧騎士（Mail Rider）」。考慮到長時間的行動及排泄的便利性，鎧騎士的戰鬥服（Rider Suit，通稱為騎士服）會露出胴體前面及臀部。
駕駛艙採用重型機車的形式，駕駛者操作機體時需採取類似騎重機時的前傾姿勢式。戰鬥機型態時駕駛者會暴露於外部空氣，而變形至人型型態時駕駛者則會被周圍的裝甲包裹並收納至機體內部（但是並非完全密閉，所以一般帕拉美露無法進行水下戰鬥）。鎧騎士的戰鬥服在腰部有一纜索，能與機體進行有線連接，騎士服上亦有配備槍械等武器。
阿爾澤納爾的所有帕拉美露皆於機體腕部裝備了對龍用的固定武裝「凍結彈」，且會配備標準的攜帶武器及「對龍用突擊步槍」。
機體為防止逃亡在出擊時只搭載足夠一次出擊份量的燃料，出現逃亡者時僚機能追蹤並擊落該機。在故事中，因為對龍戰鬥的傷亡率太高的關係，帕拉美露又有「諾瑪的棺材」的異名。諾瑪被容許自由地自費裝飾機體及購置額外裝備，也因此每名諾瑪都有一台獨一無二的帕拉美露。對於能力傑出的諾瑪，也有機會獲得專屬的試驗機體。
拉格納美露
作為帕拉美露原型的人型機動兵器。被吉爾稱為「神之兵器」。因為設計上十分相似，因此和帕拉美露及龍神器在攜行裝備上擁有互換性。: 拉格納美露外觀上統一為黑底加上不同顏色的條紋，並且在額頭會有形狀各異的女神半身像。
基本的架構和帕拉美露相同，包括重型機車樣式的駕駛艙、變形機能都如出一轍。但潛在性能上則是有相當大的差距。已知的潛在機能有強力的大型光束劍、能量護盾、時空間轉移能力，甚至能直接傳送機體至鎧騎士身邊和瞬間修復損壞的零件。啟動拉格納美露需要配戴特別的指環(指的就是皇家指環),其中以維爾基斯的條件最為苛刻，操縱者必須是擁有高貴的血統 (如安琪和吉爾的皇家身份)還要能夠唱出解放維爾基斯的覺醒力量的歌曲「永遠語り〜光ノ歌〜」、「永遠語り〜El Ragna〜」以及相應的皇家指環，相對的曾表現出的機能也是眾拉格納美露之冠。但是如奧拉所言「拉格納美露會回應人類強烈的意念」，塔斯克在強烈的感情驅使下也曾經成功啟動維爾基斯及使用時空間傳送機能，甚至令機體回復黑色的原本面貌。關於維爾基斯的機能尚存著大量不明的地方。
舊人類大戰中投入使用的機動兵器一共有七臺，維爾基斯和希斯特里卡是其中的兩台能通過永遠之歌啟動次元共振兵器「收斂時空砲」的拉格納美露。538年前原始地球的文明毀滅正是因為拉格納美露的收斂時空砲引爆鑨元素反應爐，造成地球整體環境的重度汙染。
龍神器
原始地球的龍族所持有的人型機動兵器，是莎拉解析舊世界遺留的資料後，以拉格納美露為藍本所製造的機體。與拉格納美露及帕拉美露最大的差異在於駕駛艙改為封閉的坐臥式，在推力上也較拉格納美露高，但依然保有和拉格納美露相似的變形機能。目前三台龍神器中，只有莎拉的焰龍號有搭載收斂時空砲。
駕駛艙的介面多以漢字為主，在發動收斂時空砲時，儀表板上會顯示同樣的漢字。

### 其他
空中曲棍球
瑪那的世界特有的運動項目，球員駕著瑪那之力驅動的小艇進行三次元的曲棍球賽。安琪在過去還是皇女時也相當擅長這項活動，而乘坐小艇的經驗讓她後來得以迅速適應帕拉美露。
舔舔莉奈
亞捷納爾基地所特有的吉祥物，外觀上是一個由各種補釘拼接起來、吐著舌頭的布偶熊，設定上說話時有著「舔舔（ペロ）」的語尾。在年幼的諾瑪孩子間有相當的人氣，也有出過周邊商品（像是薇薇安送給安琪、讓她吊在駕駛艙裡的吊飾）。
節慶日（Mermaid Festa）
亞捷納爾除了作為對龍戰鬥的基地，同時也是管理諾瑪的集中營，久而久之形成和外面的世界不同的生活圈，作為對龍戰鬥的軍人，節慶日是一年一度，諾瑪被容許放下所有勤務盡情放鬆的日子。在節慶日當天，除了最基本的哨戒以外，亞捷納爾全體上下會完全進入過節模式，不只可以盡情玩耍，還會舉辦例如運動會、賭博，園遊會等各式慶典活動。
有著要穿泳衣的不成文規定（理由據說是因為穿著制服或駕駛服會顯得過於拘束）。第8話安琪曾毫不掩飾地直諷這是“讓奴隸放風”的日子。
時空的夾縫
藏匿恩布利歐的真身所在之處，亦是安琪一行人與恩布利歐決戰的地方。該地方的時間是靜止的。
根據奧拉的說法，時空的夾縫是時間與空間的夾縫亦是非原義領域的盡頭與虛數之海所組成的場所，亦是孤立於所有的宇宙連特異點唯一無法穿梭的地方。
根據吉兒的說法，前往時空的夾縫的唯一辦法必須要能夠唱出引發出維爾基斯的覺醒力量的歌曲「永遠語り」並且駕駛維爾基斯開放出時空間傳送機能並開啟時空跳躍系統並且穿入時空的能力，最終話中，由於恩布利歐於24話強行將安琪帶到時空的夾縫，塔斯克喚醒維爾基斯使該機體開啟時空跳躍系統的能力，使維爾基斯將該時空間傳送機能系統分享給將莎拉的座機焰龍號、薩莉亞的座機埃及艷后以及希爾達的座機特奧多拉，並在安琪與互相唱出「永遠語り〜El Ragna〜」的歌曲來找到該位置藉此得以抵達。當恩布利歐與他的座機希斯特里卡被安琪所駕駛維爾基斯之收斂時空砲轟剩上半身後以大型光束軍刀徹底摧毀下得以使時空融合就此停止而消失。

## 電視動畫

### 製作人員
- 企劃、原作、動畫製作：日昇動畫
- 製作人：福田己津央
- 導演：蘆野芳晴
- 系列構成：樋口達人
- 人物概念：松尾佑輔
- 角色設計：小野早香
- 副角色設計：鈴木龍也
- 帕拉美露設計：阿久津潤一
- 龍設計：宮武一貴
- 服裝設計：黑銀
- 機械設計：宮本祟、寺岡賢司
- 主要動畫師：鈴木龍也、原田大基、重田智
- 美術設定：須江信人
- 美術監督：小倉一男
- 色彩設計：久保木裕一
- CGI監督：小久保將志
- 攝影監督：江間常高
- 編輯：坂本久美子
- 音響監督：鶴岡陽太
- 音樂：志方晶子
- 企劃製作人：古里尚丈
- 一般製作人：河口佳高、森山敦、三嶋章夫、清水憲忠
- 製作人：土屋康昌、山中隆弘、鈴木廉太
- 創意製作人：福田己津央
- 製作：SUNRISE、PROJECT ANGE

### 劇中歌

作詞：Hibiki，作曲、編曲：志方晶子
歌：安琪（水樹奈奈）
「(安布利歐版本)」
作詞：Hibiki，作曲、編曲：志方晶子
歌：安布利歐（關俊彥）

作詞：Hibiki，作曲、編曲：志方晶子
歌：薩拉（堀江由衣）

作詞：Hibiki，作曲、編曲：志方晶子
歌：安琪（水樹奈奈）、薩拉（堀江由衣）

### 主題曲
片頭曲
「禁斷的逆戰（禁断のレジスタンス）」（第1話－第12話，最終話作片尾曲）
作詞、主唱：水樹奈奈，作曲、編曲：加藤裕介
「真實的默示錄（真実の黙示録）」（第13話－第25話）
作詞、主唱：高橋洋子，作曲、編曲：大森俊之
片尾曲
「凜麗」（第1話－第12話）
作詞、作曲：山口朗彥，編曲：PHA、山下洋介，主唱：喜多村英梨
「結束的情歌（終末のラブソング）」（第13話－第24話）
作詞、主唱：水樹奈奈， 作曲：吉木絵里子，編曲：藤間仁（Elements Garden）
「禁斷的逆戰（禁断のレジスタンス）」（第25話）
作詞、主唱：水樹奈奈，作曲、編曲：加藤裕介
插入曲「Necessary」（第5、14、22話）
作詞：松井五郎，作曲、編曲：Zetta，主唱：水樹奈奈

### 各話列表
| 話數   | 日文標題  | 中文標題                     | 劇本              | 分鏡                                  | 演出                        | 作畫監督                                                        | 作畫監督                            | 總作畫監督        | 片尾插畫 |
| 話數   | 日文標題  | 中文標題                     | 劇本              | 分鏡                                  | 演出                        | 角色                                                            | 機械                                | 總作畫監督        | 片尾插畫 |
| ------ | --------- | ---------------------------- | ----------------- | ------------------------------------- | --------------------------- | --------------------------------------------------------------- | ----------------------------------- | ----------------- | -------- |
| 第1話  |           | 淪落的皇女                   | 樋口達人          | 蘆野芳晴 福田己津央                   | 秋田谷典昭 福田己津央（機械） | 鈴木龍也 中島渚                                                 | 森賢 重田智                         | 鈴木龍也          | 堀內博之 |
| 第2話  |           | 不順從之魂                   | 樋口達人          | 蘆野芳晴 福田己津央                   | 松井仁之 福田己津央（機械） | 戶井田珠里 田村美                                               | 須永賴太                            | 原田大基          | 堀內博之 |
| 第3話  |           | 維爾奇斯的覺醒               | 樋口達人          | 福田己津央                            | 久藤瞬 福田己津央（機械）   | 坂本修司 今岡大                                                 | 重田智                              | 鈴木龍也          | 堀內博之 |
| 第4話  |           | 孤身一人的反叛               | 樋口達人          | 照柿陽彩 松井仁之 蘆野芳晴            | 野亦則行                    | 森田岳士 石原惠治                                               | 崎山知明                            | 原田大基          | 堀內博之 |
| 第5話  |           | 安琪喪失                     | 樋口達人          | 福田己津央                            | 町谷俊輔                    | 野崎真一 澤田美香                                               | 野崎真一 澤田美香                   | 鈴木龍也          | 堀內博之 |
| 第6話  |           | 桃香來了                     | 木村暢            | 大橋譽志光                            | 大橋譽志光                  | 本田敬一 小山知洋                                               | 才木康寬                            | 原田大基          | 堀內博之 |
| 第7話  |           | 薩莉亞的憂鬱                 | 樋口達人          | 松井仁之                              | 鳥羽聰                      | 中島渚 戶井田珠里                                               | 安藤義信                            | 鈴木龍也          | 堀內博之 |
| 第8話  |           | 比基尼逃亡                   | 野崎透            | 下田正美                              | 三宅和男                    | 田村美 鈴木勇                                                   | 永田正美                            | 原田大基          | 堀內博之 |
| 第9話  |           | 背叛的故鄉                   | 關島真賴          | 伊藤達文                              | 又野弘道                    | 竹上貴雄、齋藤千惠 鈴木惠理、今岡大                             | 竹上貴雄、齋藤千惠 鈴木惠理、今岡大 | 鈴木龍也          | 堀內博之 |
| 第10話 |           | 絞刑架上說再見               | 樋口達人          | 龜井治                                | 藤井康晶                    | 坂本修司、德田夢之介 加藤洋人                                   | 崎山知明                            | 原田大基          | 堀內博之 |
| 第11話 |           | 龍之歌                       | 野崎透            | 福田己津央                            | 野亦則之 福田己津央         | 齋藤雅和、中澤勇一 石原惠治                                     | 須永賴太                            | 鈴木龍也          | 堀內博之 |
| 第12話 |           | 右手臂的過去                 | 樋口達人          | 松井仁之                              | 松井仁之                    | 吉岡毅、野崎真一 本田敬一、小山知洋                             | 安藤義信                            | 原田大基          | 堀內博之 |
| 第13話 |           | 武器工廠（阿爾澤納爾），燃燒 | 小林英造          | 下田正美 福田己津央                   | 大橋譽志光                  | 戶井田珠里、田村里美 中島渚                                       | 森田岳士                            | 鈴木龍也          | 堀內博之 |
| 第14話 |           | 安琪與塔斯克                 | 關島真賴          | 伊藤達文                              | 柳瀨雄之                    | 辻初樹、 青木悠、服部憲知                                       | 辻初樹、 青木悠、服部憲知           | 原田大基          | 堀內博之 |
| 第15話 |           | 另一個地球                   | 野崎透            | 松井仁之                              | 岩崎友和                    | 坂本修司、德田夢之介 今岡大                                     | 才木康寬 須永賴太                   | 鈴木龍也          | 堀內博之 |
| 第16話 |           | 共鳴戰線                     | 樋口達人          | 細川秀樹                              | 朝木幸彥                    | 石原惠治、加藤洋人 本田敬一、齋藤雅和                           | 崎山知明                            | 原田大基          | 堀內博之 |
| 第17話 |           | 黑色的破壞天使               | 小林英造          | 龜井治 福田己津央 蘆野芳晴            | 松井仁之                    | 吉岡毅、野崎真一 中澤勇一、小山知洋                             | 須永瀨太                            | 鈴木龍也          | 堀內博之 |
| 第18話 |           | 訣別之海                     | 關島真賴          | 渡邊哲哉 下田正美                     | 藤井康晶                    | 吉本欣司、藤田正幸 容洪、李相振                                 | 吉本欣司、藤田正幸 容洪、李相振     | 不適用            | 堀內博之 |
| 第19話 |           | 時間的調律者                 | 樋口達人          | 村田峻治 蘆野芳晴 福田己津央          | 伊藤達文                    | 戶井田珠里、中島渚 今岡大、                                     | 安藤義信                            | 鈴木龍也          | 堀內博之 |
| 第20話 |           | 神之求魂                     | 樋口達人          | 西澤晉                                | 鳥羽聰                      | 石井久美、坂本修司 齋藤雅和、德田夢之介 宮谷里沙                | 才木康寬 須永賴太                   | 原田大基          | 堀內博之 |
| 第21話 |           | 被遺留之物                   | 野崎透 樋口達人   | 龜井治 下田正美                       | 岩崎友和                    | 石原惠治、加藤洋人 本田敬一、相馬満                             | 東賢太郎                            | 鈴木龍也          | 堀內博之 |
| 第22話 | NECESSARY | Necessary(必要的)            | 樋口達人          | 伊藤達文                              | 青山弘                      | 吉岡毅、今岡大 中島渚、小山知洋 高乗子、中本尚 小野早香         | 安藤義信                            | 原田大基          | 堀內博之 |
| 第23話 |           | 歪曲的世界                   | 小林英造 樋口達人 | 下田正美 村田峻治 福田己津央          | 松井仁之                    | 野崎真一、 舘崎大、中島勇一                                     | 崎山知明                            | 鈴木龍也          | 堀內博之 |
| 第24話 |           | 沒有明天的戰鬥               | 樋口達人          | 大橋譽志光 龜井治 福田己津央          | 久藤瞬 鳥羽聰               | 坂本修司、德田夢之介 加藤洋人、齋藤雅和 本田敬一                | 須永賴太                            | 原田大基          | 堀內博之 |
| 第25話 |           | 在時間的彼方                 | 樋口達人          | 蘆野芳晴 福田己津央 大橋譽志光 龜井治 | 蘆野芳晴 福田己津央         | 小野早香、鈴木龍也 戶井田珠里、今岡大 中島渚 須永賴太（龍部分） | 重田智 東賢太郎                     | 小野早香 鈴木龍也 | 堀內博之 |

### 播放電視台
日本深夜動畫：下文記載的日本国内播放時間使用日本標準時間（UTC+9）表示。因為部分時間标识會採用30小时制，因此請留意这类超过24:00的时间，其實際播放時間為翌日清晨。
| 播放地區   | 播放電視台  | 播放日期         | 播放時間（UTC+9）         | 所屬聯播網 | 備註           |
| ---------- | ----------- | ---------------- | ------------------------- | ---------- | -------------- |
| 東京都     | TOKYO MX    | 2014年10月4日－  | 星期六 25時30分－26時00分 | 獨立UHF局  |                |
| 近畿廣域圈 | MBS每日放送 | 2014年10月7日－  | 星期二 26時30分－27時00分 | 日本新聞網 |                |
| 愛知縣     | 愛知電視台  | 2014年10月8日－  | 星期三 26時05分－26時35分 | 東京電視網 |                |
| 日本全國   | BS11        | 2014年10月10日－ | 星期五 23時30分－24時00分 | 衛星電視   | 「ANIME+」節目 |

| 播放地區 | 播放電視台 | 播放日期               | 當地播放時間                                 | 所屬聯播網  | 備註                  |
| -------- | ---------- | ---------------------- | -------------------------------------------- | ----------- | --------------------- |
| 臺灣     | Animax     | 2016年3月10日－4月3日  | 每日 21:30－22:00                            | 有線電視    | 含中文配音 有重播時段 |
| 臺灣     | Animax HD  | 2016年5月12日－6月5日  | 每日 21:30－22:00                            | 中華電信MOD | 含中文配音 有重播時段 |
| 香港     | Animax     | 2016年4月19日－5月31日 | 星期一至二 22:00－23:00 5月31日 22:00－22:30 |             |                       |

### 藍光／DVD
| 卷數 | 發售日         | 收錄話         | 規格編號   | 規格編號   |
| 卷數 | 發售日         | 收錄話         | 藍光       | DVD        |
| ---- | -------------- | -------------- | ---------- | ---------- |
| 1    | 2014年12月24日 | 第1話－第3話   | KIXA-90468 | KIBA-92160 |
| 2    | 2015年1月21日  | 第4話－第6話   | KIXA-90469 | KIBA-92161 |
| 3    | 2015年2月25日  | 第7話－第9話   | KIXA-90470 | KIBA-92162 |
| 4    | 2015年3月25日  | 第10話－第12話 | KIXA-90471 | KIBA-92163 |
| 5    | 2015年4月22日  | 第13話－第15話 | KIXA-90472 | KIBA-92164 |
| 6    | 2015年5月27日  | 第16話－第18話 | KIXA-90473 | KIBA-92165 |
| 7    | 2015年6月24日  | 第19話－第21話 | KIXA-90474 | KIBA-92166 |
| 8    | 2015年7月22日  | 第22話－第25話 | KIXA-90475 | KIBA-92167 |

## 關連商品

### 出版漫畫
CROSSANGE 天使與龍的輪舞
| 集數 | KADOKAWA       | KADOKAWA               |
| 集數 | 發售日期       | ISBN                   |
| ---- | -------------- | ---------------------- |
| 1    | 2014年12月10日 | ISBN 978-4-04-811103-4 |
| 2    | 2015年3月10日  | ISBN 978-4-04-811115-7 |
| 3    | 2015年8月10日  | ISBN 978-4-04-811128-7 |

CROSSANGE 天使與龍的學園
| 集數 | KADOKAWA      | KADOKAWA               |
| 集數 | 發售日期      | ISBN                   |
| ---- | ------------- | ---------------------- |
| 1    | 2015年2月10日 | ISBN 978-4-04-811109-6 |

### 電玩軟件
對應PS Vita的電玩軟件《CROSSANGE 天使與龍的輪舞tr.》於2015年5月28日發售，以娜歐蜜作為遊戲主角，遊戲類型為3D動作射擊類，由萬代南夢宮娛樂發行
並參戰PS4/PSVita/swich的《超級機器人大戰V》以及新作《超級機器人大戰X》和 iOS/Android 《超級機器人大戰X-Ω》

## 外部連結
- 官方網站（页面存档备份，存于）（日語）
- CROSSANGE_Official的X（前Twitter）（日語）
- ComicWalker CROSSANGE（页面存档备份，存于）（日語）
- ComicWalker CROSSANGE 天使與龍的圓舞（页面存档备份，存于）（繁體中文）